# Departamento Atamisqui
Atamisqui es un departamento en la provincia de Santiago del Estero (Argentina), cuya cabecera es Villa Atamisqui. 

## Toponimia
La región que actualmente ocupa el departamento era considerada hacia fines del siglo XIX una isla idiomática quechua, por lo que se entiende que el nombre procede de ese origen, aunque la etimología no es precisa.

La palabra «atamisqui» o «atamisque» es el nombre vulgar de una especie vegetal propia de la región.

## Historia
La ley provincial N.º 353, que fue sancionada el 11 de noviembre de 1911, dividió el territorio de la provincia en departamentos, estableciendo los siguientes límites para el Departamento Atamisqui:

Es el actual Departamento Atamisqui, disminuido en la parte al Nordeste del cauce del Río Dulce que pasa al Nordeste de la Villa Atamisqui.
 Tiene los mismos límites que el actual Departamento, excepto por el Nordeste que ahora confina con el alveo del Río Dulce.
 La Capital es la Villa Atamisqui.

La ley provincial sancionada el 25 de agosto de 1887 dividió el territorio del departamento entre los distritos de: Coroneles, Tío Alto, Rosario, Oyón Laguna, Caloj, Villagasta, Cruz Pozo, Sauce. La asignación de localidades a cada distrito fue asignada al Poder Ejecutivo.
La ley provincial N.º 260, sancionada el 19 de agosto de 1910, dividió el territorio del departamento entre los siguientes distritos:
- Atamisqui
- Juanillo
- Hoyón
- Puesto del Rosario
- Chilca

## Geografía
Atamisqui tiene una superficie de 2415.5 km², y está ubicado en la región centro-suroeste de la provincia.
Limita al oeste y noroeste con el departamento Loreto, al norte con el Río Dulce, que lo separa del departamento San Martín, al noreste con el departamento Avellaneda, al sudeste con el departamento Salavina y al sur con el departamento Ojo de Agua.
Según la clasificación climática de Köppen, para la ciudad de Villa Atamisqui y por extensión el departamento, el clima corresponde a la categoría BSh, semiárido cálido.

## Población
Cuenta con 14 903 habitantes (Indec, 2022), lo que representa un incremento promedio anual del 2.7% frente a los 10 923 habitantes (Indec, 2010) del censo anterior.

La mediana de edad se estableció en 25 años.
| Gráfica de evolución demográfica de Departamento Atamisqui entre 1991 y 2022 |
|                                                                              |
| Fuente: censos nacionales del INDEC                                          |

## Localidades y parajes
- Ancocha
- Bajadita
- Boquerón
- Brea Loma
- Burro Pozo
- Chilca La Loma
- Codo Viejo
- Collera Huarcuna
- Guanaco Sombriana
- Hoyón
- San Isidro
- Huíñaj Atun
- Juanillo
- Lomitas
- Los Sauces
- Los Tolozas
- Medellín
- Mochimo
- Mollares
- Puerta Grande
- Puesto de Díaz
- Puesto del Rosario
- San Dionisio
- Santa Isabel
- Simbol Pozo
- Soconcho
- Tasigasta
- Ventura Pampa
- Yacu Chiri